# هانس اسموسين
هانس اسموسين (بالألمانية: Hans Asmussen)‏ هو عالم عقيدة ألماني، ولد في 21 أغسطس 1898 في فلنسبورغ في ألمانيا، وتوفي في 30 ديسمبر 1968 في شباير في ألمانيا.

## وصلات خارجية
- هانس اسموسين على موقع مونزينجر (الألمانية)